# 7 Lyncis
7 Lyncis, eller BQ Lyncis, är en pulserande variabel av halvregelbunden typ (SRD) i stjärnbilden Lodjuret.
7 Lyncis varierar mellan fotografisk magnitud +6,48 och 6,69 med en period av 62,69 dygn. Den befinner sig på ett avstånd av ungefär 965 ljusår.